# コーパス・クロック
座標: 北緯52度12.238分 東経0度7.03867分 / 北緯52.203967度 東経0.11731117度
コーパス・クロック（Corpus Clock）は、ケンブリッジ大学コーパス・クリスティ・カレッジ テイラー図書館 の外に設置されている機械時計。

## 概要
- 2008年9月19日、物理学者スティーブン・ホーキングによって公式発表[1]。
- 24金メッキステンレス鋼の時計版は、背面の青色LEDが通過する光により、時・分・秒を表す。
- 直径：1.5 m
- 制作者：ジョン・C・テイラー、コーパス・クリスティ・カレッジ（英語版）出身者
- 制作費用：百万ポンド（約1億9千万円）
- 製作期間：5年
- 制作者数：約200人
- 制作にあたり取得した特許の数：6[2]
- 連続動作時間：200年以上[3]

- 上部には、18世紀にジョン・ハリソンによって発明されたグラスホッパー・エスケイプメント（脱進機）を昆虫のようなオブジェ Chronophage (「時間を食べる者」の意。ギリシャ語：χρόνος [chronos] 時間、 φαγέω [phageo] 食べる（原形））で外に露にし、次々と「時」を食べる、 Chronophage により、「時」の意義に再考を訴える[4]。

## 参照
1. ↑   Hawking unveils 'strangest clock', bbc.co.uk, (2008-09-19) 2008年9月19日閲覧。
2. ↑   Beware the time-eater: Cambridge University's monstrous new clock, guardian.co.uk, (2008-09-18) 2008年9月20日閲覧。
3. ↑   Hawking unveils new £1m Cambridge clock, cambridge-news.co.uk, (2008-09-20) 2008年9月20日閲覧。
4. ↑   Time to unveil Corpus Clock, cam.ac.uk, (2008-09-19) 2008年9月20日閲覧。